# 奇異點 (史前逃龍)

第一季第四集出現的異常磁區

異常磁區是由英國獨立電視台的科幻電視劇史前逃龍所虛構的現象。異常磁區是一種的時空大門，能夠通往整個歷史的任何時代，例如是過去或是未來。異常磁區的外觀如同浮在半空的發光玻璃碎片，有時看似三角形狀，有時像球體形狀。這些時空裂縫就如同史前逃龍一劇的主線，因為所有劇中未來或現在的生物，均是經由異常磁區入侵現代，而劇中的角色們就要去處理這些生物。不過，直到現在為止，劇集仍未透露到異常磁區的出現原因。

## 出現
- 印度洋奇異點。通往白堊紀。並未正式出現在螢幕上，僅僅是在角色間的對話之中，暗示可能有這一個奇異點。（第1集）
- 迪恩森林奇異點。通往二疊紀。開啟於8年前，8年後重新開啟了兩次。（第1、6集）
- 倫敦地鐵路奇異點。通往石炭紀。（第2集）
- 蘭貝斯泳池奇異點。通往白堊紀。這個奇異點是十分不穩定並經常移動。（第3集）
- 新尼爾球場奇異點。通往奇異點交叉路口。交叉路口內可能有數以百計的奇異點。（第4集）
- 毛里裘斯奇異點。通往奇異點交叉路口。通往17世紀的毛里裘斯。
- 高爾夫球場奇異點。通往白堊紀。（第5集）
- 未來奇異點。由文明滅亡的未來通往二疊紀。（第6集）
- 商場奇異點。通往白堊紀。（第7集）
- 摩天大廈奇異點。通往前寒武紀。（第8集）
- 主題公園奇異點。通往更新世。估計在很久以前已經開啟，有一隻劍齒虎通過此奇異點並被一名公園管理員飼養。（第9集）
- 運河奇異點。通往文明滅亡的未來。第一個真正出現在螢幕上的未來奇異點。（第10集）
- 建築工地奇異點。通往志留紀。（第11集）
- 志留紀沙漠奇異點。通往現在。（第11集）
- M25高速公路奇異點。通往更新世。（第12集）
- 秘魯奇異點。通往更新世。第一個正式出現於英國以外的奇異點。(僅出於衍生文學作品《Shadow of the Jaguar》之中)
- 大英博物館奇異點。通往始新世。這個奇異點是位於一件古埃及文物，太陽牢籠，之內。這件文物由磁鐵礦所製造，能將奇異點恆久困在裡面。估計曾於古埃及開啟過。（第14集）
- 鬼屋奇異點。通往文明滅亡的未來。第一個由Nick Cutter的奇異點模型所估算到的奇異點。曾於14年前開啟過，可能那時候有人經此穿越到未來。此集結尾再度開啟。（第15集）
- 醫院奇異點。通往二疊紀。是一個十分細小的奇異點，而且更是穿透過地板。（第16集）
- 機場倉庫奇異點。通往白堊紀。極為巨大的一個奇異點。第一個成功被Connor Temple封鎖的奇異點。（第17集）
- 理察爵士住所奇異點。通往文明滅亡的未來。（第18集）
- 廢棄碉堡奇異點。通往更新世。（第19集）
- 廢車場奇異點。通往中世紀的英格蘭。（第20集）
- 中世紀奇異點。通往白堊紀。有一隻龍王龍通過此奇異點後，再轉到現代。（第20集）
- 賽車場奇異點。通往文明滅亡的未來。（第21集）
- 營地奇異點。通往始新世。（第22集）
- Christine Johnson總部奇異點。通往文明滅亡的未來。似乎在第17集以前已經出現。Christine Johnson長期屏蔽其發出的電磁干擾，令ARC的人無法偵測到。（第22、23集）
- 未來ARC奇異點。由Helen Cutter開啟。通往白堊紀。（第23集）
- 白堊紀森林奇異點。通往上新世的東非大裂谷。（第23集）

## 特性
Nick Cutter曾經形容奇異點就像是時間的地震，他亦曾經提出時空斷層的理論，奇異點若是重新開啟的話，會在斷層的某一點出現，而事後亦證明他的估計是正確的。奇異點的形狀十分獨特，它們被形容是浮在空中的發光玻璃碎片。不管是人、動物還是死物，都能夠穿越過奇異點。而且，在第2、3、8集亦表示，空氣和液體(例如是海水等)亦能夠通過。
奇異點有很強的磁性，會將含鐵的物件都會吸入去，例如是鑰匙、原子筆。而且，奇異點亦能夠令到在附近的指南針失效，這些情況在劇中經常被Connor Temple試驗過。但是，在第4集中，曾經顯示過奇異點的磁場不足以穿越一道金屬不鏽鋼的冰箱門，無法對門外的指南針或鐵器造成任何影響。另外，奇異點亦會對FM87.6的頻率造成電磁干擾，這個情況於第7集的商場內曾經顯示過，根據此發現，隊伍成功製造機器去偵測這種電磁干擾，以找出奇異點的位置。

奇異點有時會是兩邊的出口都會固定，但有時其中一邊的出口會十分不穩定和經常移動，例如是第3集之中，現代那邊的奇異點經常改變，但出口卻一直固定在白堊紀的海洋之中。還有，可以只把身體一部份穿透入奇異點之內，例如是能夠只將頭伸入奇異點內去觀察對面的情況，而不需要把整個人穿越奇異點。
在第4集之中，顯示了曾有達數以百計的奇異點同時開啟，並通往不同的時代和地方。
此外，奇異點亦能夠跨越時間和空間的阻隔，儘管穿越的生物並非原居於英國地帶，亦能夠跨越空間阻隔進入了現代的英國。例如是第4集之中，渡渡鳥只出現於熱帶島嶼，如毛里裘斯周圍、第22集之中在蒙古的大角雷獸，均通過奇異點來到英國。
在第6集中，表示了改變了過去，亦會對未來造成了影響，產生出平行宇宙的現象出現。Claudia Brown在第6集Nick Cutter進入奇異點前和一段時間後，仍然存在。但是在Cutter回來現代時，Claudia Brown卻從此消失，並有另外一人，Oliver Leek，取代了Claudia的職務。而且，在新的時間線之中，出現了另一版本的Claudia Brown，就是Jenny Lewis，二人雖然任何外在特徵全部一樣，但是記憶、命運卻有很大的分別。
奇異點的磁力會逐漸隨時間流逝而慢慢變弱，形狀亦會縮小。到關閉前一會兒，奇異點會突然開始變大，最後自己消失。但是劇集從未透露過，到底曾經有多少次奇異點的出現，以及奇異點的出現原因。
即使奇異點會關閉，但有些亦會重新開啟，例如是迪恩森林的奇異點等等；更甚，有的奇異點是從未關閉過，例如是第2集中通往石炭紀的奇異點。
Helen被Christine Johnson俘虜後，曾透露過奇異點有的是肉眼無法看見，而且更是無處不在，不過整套劇集卻從來未有證據證明過Helen這個說法。
在衍生文學作品《Shadow of the Jaguar》和《Extinction Event》中，奇異點曾經分別開啟於秘魯的叢林和俄羅斯的凍原中，表示是有英國以外的奇異點出現。不過，這些作品的正統性仍然未獲得肯定。

### 奇異點交叉路口
在第4集中，觀眾曾經看到幾幕位於不明地方的奇異點交叉路口，整個草原上都滿佈奇異點，至少有數以百計以上的奇異點同時出現。
這個現象有如是航站樓一樣，連接並容許通往不同的世界。這個現象的特性，或是如何能夠連接到不同時空斷層的原因，仍然是不明。Helen Cutter估計是對這種現象十分清楚，因為她能夠穿越過這個"交叉路口"而又沒有迷路。不過此劇的創作人，Adrian Hodges表示，奇異點交叉路口的目的，是為了增加奇異點的神秘感而創作出來。不過，由現代通往交叉路口的奇異點在出現後不久就關閉了，對於其他存在於交叉路口的奇異點有否關閉仍是不明。

## 預測和控制
Helen Cutter曾經承認她能夠預先知道奇異點的位置，並暗示她能夠控制這些奇異點，而且她表現出來的證據也證實了她的部份說法。在第1集的後期，Helen被發現到贈予Nick一隻菊石的活標本，表明她並非如眾人所料一樣，是被困於二疊紀。此後，劇集逐漸透露有不同的方法，可以去查出奇異點的位置和控制奇異點。 

### 奇異點偵查裝置
在第6集中，Helen企圖利用隊伍去尋找位於二疊紀並通往文明滅亡的未來，證實她並未真正完全能夠預測和控制到奇異點。在第8集中，Helen已經擁有一部手提式的奇異點偵查裝置。第7集中，Nick Cutter發現到奇異點能夠對FM87.6的頻道造成電磁干擾，並將這個發現告知Connor，因此第9集中隊伍也成功製造到偵測裝置。隊伍的大型偵測裝置，能夠覆蓋英國全境，並且能夠在短短幾秒內偵測到新奇異點的開啟。Connor亦有製造到手提式的偵測裝置，能夠偵測到短距離之內的奇異點。

### 奇異點模型
在第三季的開初幾集，Nick Cutter因為受到Sarah Page的啟發，認為古文明所謂的神話怪獸，實際上就是穿越時空的遠古生物。因此，他便與Sarah合作，調查古文獻以找出可能出現奇異點的年份，並製造出一個三維的時間模型，成功估算到一個奇異點的出現 (位於鬼屋的奇異點)。不過，雖然Sarah有份參與製造模型，但只有Cutter一人才明白這個模型，結果在他被Helen槍殺和模型隨ARC被炸毀後，令到模型失去用途並無法重新製造。

### 人工品
另外一個第三季的謎團是人工品。人工品是未來文明的產物，正確使用能夠投影出一個時間模型，標示了過去或未來出現的奇異點。人工品證實了Cutter的理論再次正確，就是奇異點的出現是有一定規律。不過，隊伍眾人雖得到了人工品，但是不知道如何開啟。Sarah Page提出利用鐳射去開啟，結果在第19集開初成功短暫開啟了人工品，不過投影很快就消失。最終，Helen利用未來ARC的電腦，成功開啟到人工品，並將人工品的路線圖記錄入她的奇異點控制器內，以前往333位點消滅最早的人類，阻止人類進化。

### 太陽牢籠
第14集中顯示，是有可能可以用磁場去困住和移動奇異點，例如太陽牢籠就是古埃及人用磁鐵礦所造，以將他們認為是太陽的光芒困在裡面。

### 奇異點鎖定裝置
同集之中，能夠利用電流去暫時封鎖奇異點，阻止任何物件通過奇異點。因此，Connor利用此發現，於第17集製造出可以鎖定奇異點的裝置，以顛倒奇異點的磁場，達到封鎖奇異點的效果。要解除封鎖就要再啟動一次這個裝置。被封鎖了的奇異點會變形成為像發光的球體。

### 奇異點控制器
在第三季中，Helen在文明滅亡的未來中，發現到能夠控制奇異點的手提裝置，能夠隨心所欲開啟或關閉奇異點。不過似乎這種裝置要有奇異點位置的資料記錄才能夠開啟奇異點，估計是要藉未來ARC的電腦從人工品下載資料。

## 另見
- 史前逃龍